# Baix Llobregat Nord
|  | Aquest article tracta sobre la subcomarca dins el Baix Llobregat actual. Si cerqueu la proposta de nova comarca, vegeu «Montserratí». |

El Baix Llobregat Nord és una subcomarca o àrea funcional que ocupa el terç nord del Baix Llobregat i que presenta unes característiques històriques, socials i econòmiques diferenciades respecte la part sud de la comarca, que resta inclosa dins l'Àrea Metropolitana de Barcelona. La seva població principal és Martorell, que ha actuat tradicionalment com a capital subcomarcal concentrant nombrosos serveis: administratius, sanitaris, educatius, judicials, etcètera.
Els municipis que formen el Baix Llobregat Nord són el nucli impulsor de la reivindicació de la nova comarca del Montserratí (també anomenada Baix Llobregat Nord o Pla de Montserrat en algunes propostes de reorganització comarcal) que incorporaria també altres poblacions veïnes de l'Anoia, l'Alt Penedès, el Bages i el Vallès Occidental.

## Geografia

### Medi físic
S'estén, de nord a sud, des de la muntanya de Montserrat i el congost del Cairat (Esparreguera) fins al congost de Martorell, seguint el curs marcat pel riu Llobregat.

### Municipis
El Baix Llobregat Nord està format per Abrera, Castellví de Rosanes, Collbató, Esparreguera, Martorell, Olesa de Montserrat, Sant Andreu de la Barca i Sant Esteve Sesrovires, essent Martorell el seu centre econòmic.
| Localitat               | Extensió  | Població    | Densitat        | Distància de Barcelona |
| ----------------------- | --------- | ----------- | --------------- | ---------------------- |
| Abrera                  | 19,89 km² | 9.422 hab.  | 473,70 hab./km² | 34,4 km                |
| Castellví de Rosanes    | 17,09 km² | 1.297 hab.  | 75,89 hab./km²  | 36,5 km                |
| Collbató                | 17,99 km² | 3,024 hab.  | 168 hab./km²    | 42,0 km                |
| Esparreguera            | 27,47 km² | 20.163 hab. | 734 hab./km²    | 38,41 km               |
| Martorell               | 12,90 km² | 25,010 hab. | 1.939 hab./km²  | 29,01 km               |
| Olesa de Montserrat     | 16,75 km² | 20.294 hab. | 1.212 hab./km²  | 38,27 km               |
| Sant Andreu de la Barca | 5,52 km²  | 23.675 hab. | 4.289 hab./km²  | 24,44 km               |
| Sant Esteve Sesrovires  | 18,64 km² | 5.978 hab.  | 321 hab./km²    | 39,39 km               |

## Cultura

### Edificis i espais d'interès

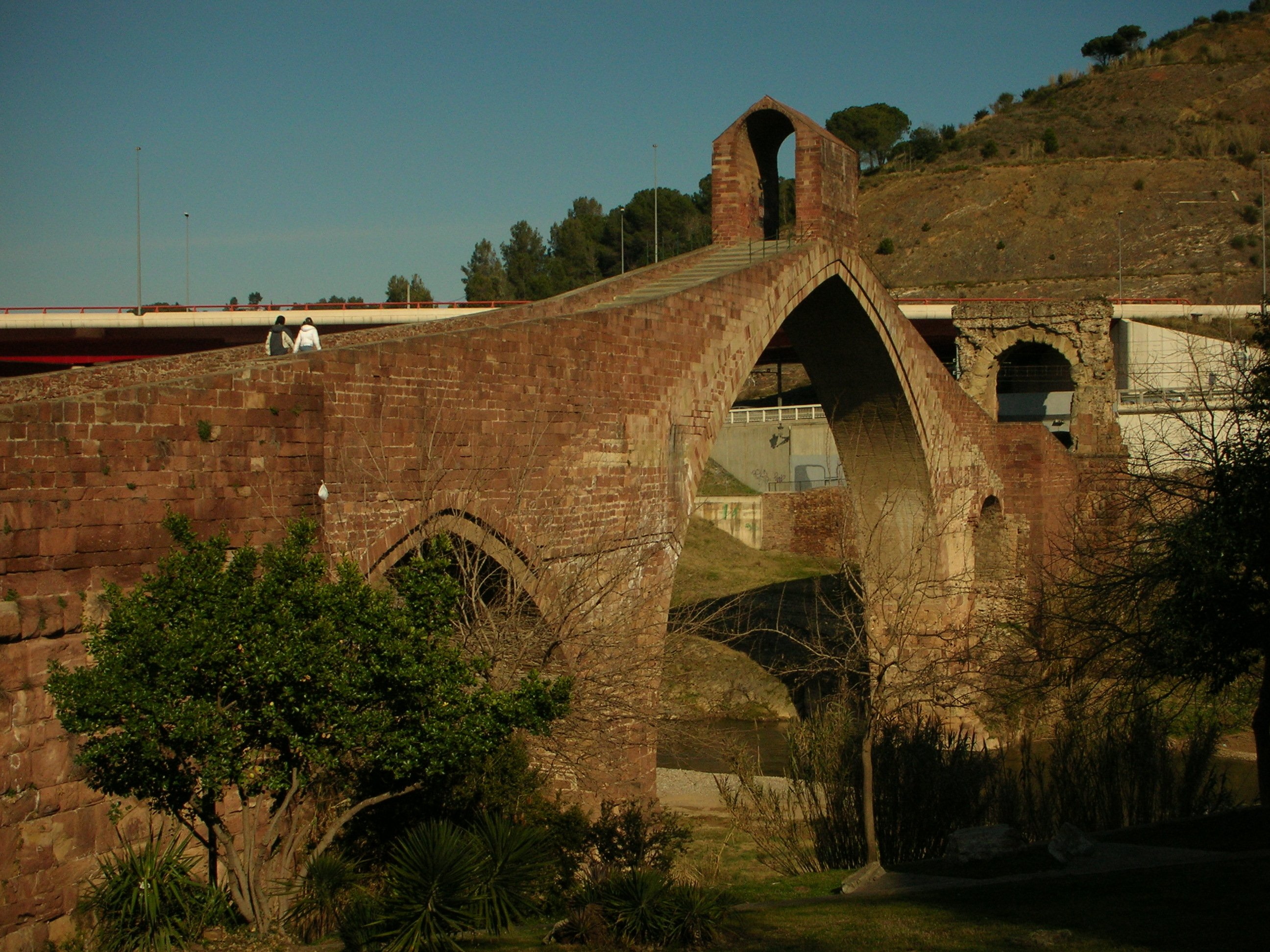
El Pont del Diable a Martorell

- Caves Roger Goulart (Sant Esteve Sesrovires)
- La Colònia Sedó (Esparreguera)
- Coves del Salnitre (Collbató)
- Església de Sant Pere (Abrera)
- Masia Bach (Sant Esteve Sesrovires)
- Muntanya de Montserrat (Bruc)
- El Pont del Diable (Martorell)
- Creu de Saba i Serra de Puigventós (Olesa de Montserrat)
- Sant Salvador de les Espases (Esparreguera - Olesa de Montserrat)
- Sant Pere Sacama (Olesa de Montserrat)

### Festes d'interès

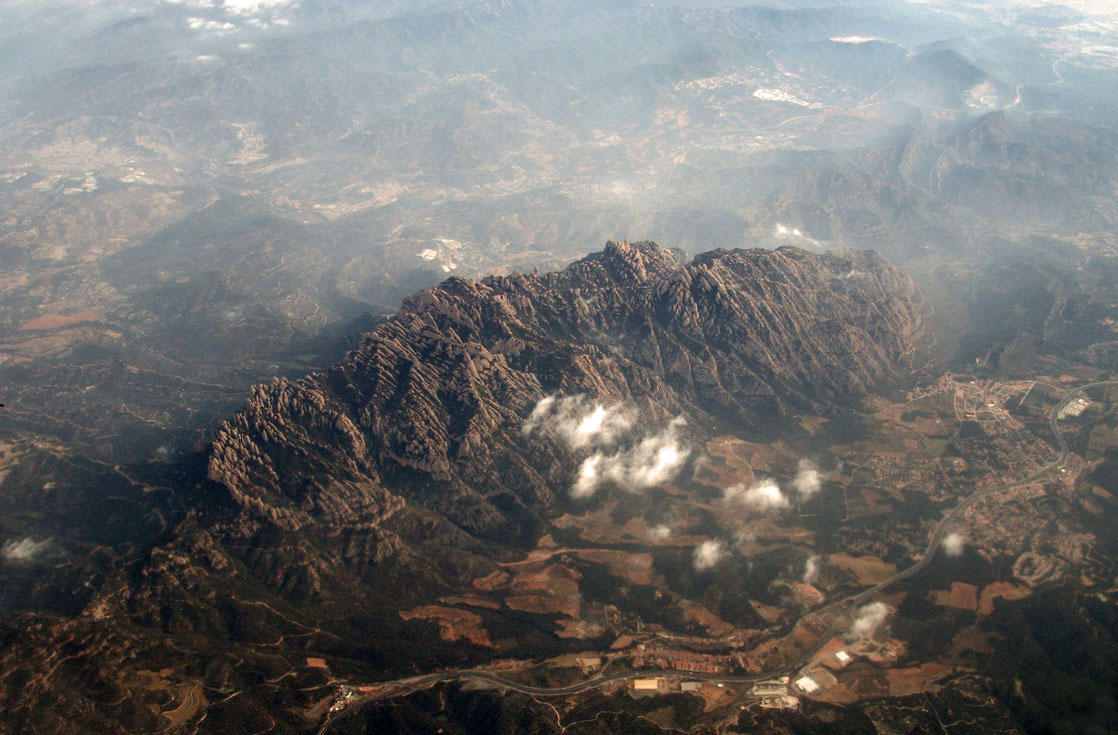
El massís de Montserrat

- Aplec a l'Ermita de la Salut (Collbató)
- Aplec de Santa Maria del Puig (Esparreguera)
- Aplecs a Sant Salvador de les Espases (Esparreguera - Olesa de Montserrat)
- Fira de Primavera (Martorell)
- Els Misteris d'Olesa (Olesa de Montserrat)
- La Passió (Esparreguera - Olesa de Montserrat)
- Ball de Garlandes (Sant Esteve Sesrovires)
- Festa dels Miquelets (Olesa de Montserrat)

## El Baix Llobregat Nord, nucli del Montserratí

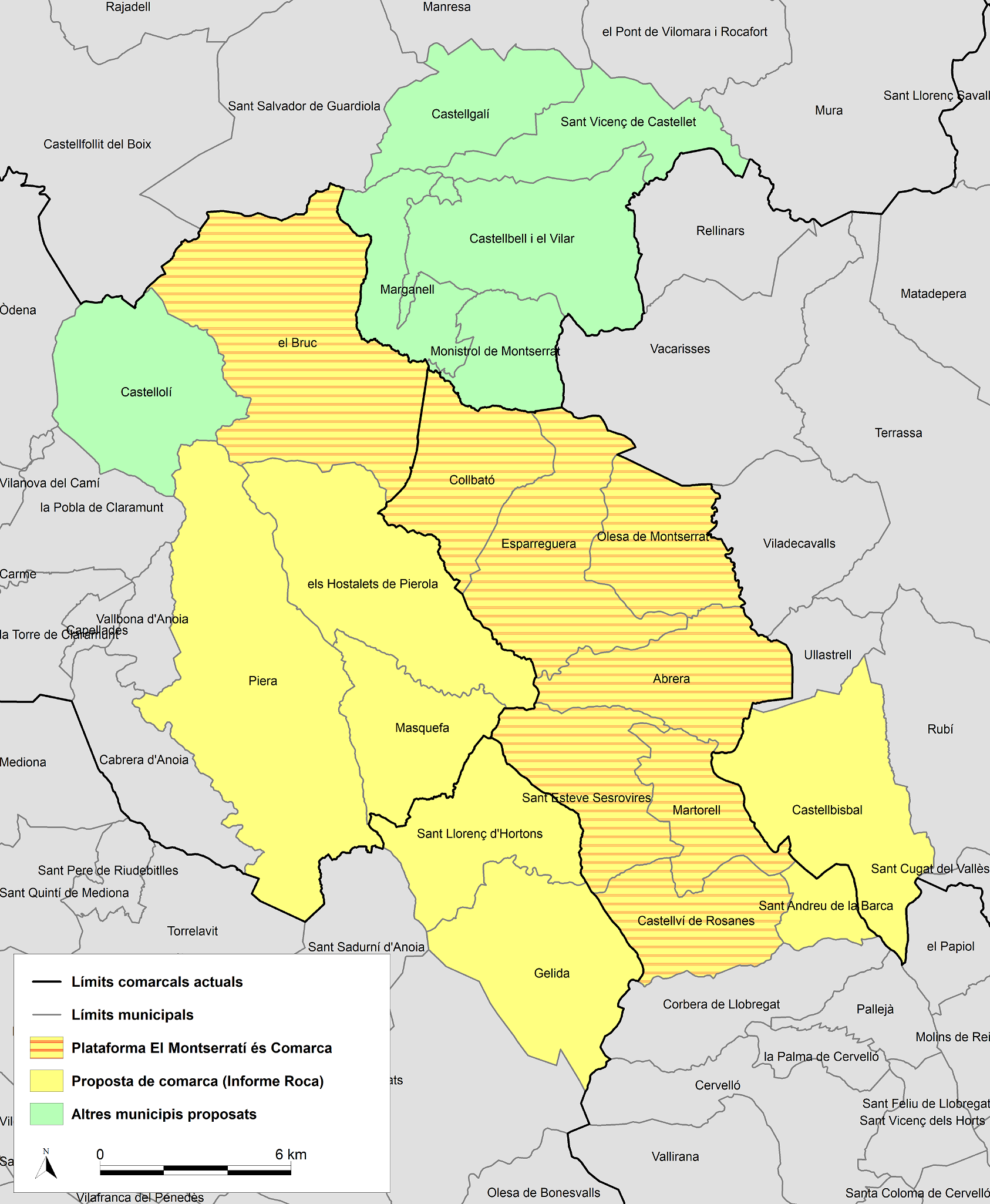
Municipis proposats per integrar la comarca del Montserratí

L'anomenat Pla de Montserrat, actualment inclòs al Baix Llobregat Nord, ha estat històricament una zona de cruïlla entre les grans comarques i demarcacions pròximes, un espai de pas obligat que connecta el pla de Barcelona amb l'interior del país. Malgrat diverses propostes que advocaven per la creació d'una comarca pròpia –de límits discutits– ja a principis del segle xx, finalment el gruix de les poblacions van passar a integrar la comarca del Baix Llobregat en la divisió territorial de 1936, amb uns límits molt similars als del partit judicial de Sant Feliu de Llobregat establert l'any 1834. Posteriorment, arran de l'aprovació de la Llei d'organització comarcal de 1987 es va mantenir aquesta adscripció, malgrat que en la consulta municipal diversos ajuntaments reclamaren la creació de la comarca del Baix Llobregat Nord o de Montserrat.
L'any 2000, l'Informe sobre la revisió del model d'organització territorial de Catalunya encarregat pel Parlament de Catalunya a una comissió d'experts, conegut com l'Informe Roca, va recomanar la creació d'una nova comarca, anomenada provisionalment Baix Llobregat Nord, amb capital a Martorell i formada per quinze municipis, els vuit del Baix Llobregat Nord «estricte» i set de les comarques veïens de l'Anoia (el Bruc, els Hostalets de Pierola, Masquefa, Piera), l'Alt Penedès (Gelida, Sant Llorenç d'Hortons) i el Vallès Occidental (Castellbisbal).
Arran dels diversos debats a l'entorn d'una nova Llei de governs locals, la reivindicació d'aquesta comarca ha arrelat al territori i l'any 2017 es va presentar públicament la Plataforma El Montserratí és Comarca amb l'adhesió d'alcaldes, regidors, personalitats i entitats de vuit municipis, tots els de l'actual Baix Llobregat Nord –excepte Sant Andreu de la Barca– més el Bruc.
D'entre els noms possibles s'ha consolidat el de Montserratí, atès que Baix Llobregat Nord és una denominació confusa. Altres opcions valorades van ser Pla de Montserrat o comarca de Montserrat. En el marc del debat a l'entorn de la creació de la vegueria del Penedès, alguns autors van proposar també la inclusió de la subcomarca a la nova vegueria amb la denominació de Penedès Montserratí.